# Anavra
Anavra (em grego: Ανάβρα) é uma comunidade situada na prefeitura de Magnésia, na Grécia. De acordo com o censo de 2001 a população da cidade era de 987 cidadãos. A vila está localizada no lado oeste do monte Ótris, a uma altura de 900 metros acima do nível do mar, distante 75 quilômetros do centro administrativo da prefeitura, em Vólos, já próximo à prefeitura vizinha, da Ftiótida. O local atrai muitos visitantes que procuram sua paisagem natural, com uma vegetação densa e águas limpas; o rio Enipeu, afluente do Peneu, nasce em fontes próximas, e corta a vila. 
Desde a mitologia grega, Anavra está ligada à atividades de pastoreio; atualmente quase todos os habitantes estão envolvidos na atividade, ou na agricultura. O local é conhecido no país como um modelo de desenvolvimento sustentável; a vila produz sua própria eletricidade através de 20 geradores de energia eólica, e o excesso de energia é vendido. 